# Kambreško
Kambreško – wieś w Słowenii, w gminie Kanal ob Soči. W 2018 roku liczyła 99 mieszkańców.